# كلية الطب بجامعة سانت أندروز
كلية الطب بجامعة سانت أندروز هي إحدى كليات تعليم الطب في المملكة المتحدة. مركز هذه الكلية الطبية هو جامعة القديس أندروز. تم تأسيس هذه المدرسة رسمياً في 1899.

## خريجون بارزون
- السير دوغلاس بلاك